# Älgarås
Älgarås är en tätort i Töreboda kommun och Gullspångs kommun samt kyrkby i Älgarås socken i nordöstra Västergötland. 
Tätorten Älgarås var tidigare ett stationssamhälle längs Västra stambanan (i dåvarande Skaraborgs län). Här ligger Älgarås kyrka, från 1400-talet, en av Sveriges få bevarade medeltida träkyrkor.
Här stod 1205 slaget vid Älgarås.
Pelaraspen, en pelarformig variant av vanlig asp uppkom i en dunge utanför Älgarås och det finns många aspar av detta slag i trakten. Pelaraspen kallas i folkmun även för Älgaråsasp.

## Befolkningsutveckling
| Befolkningsutvecklingen i Älgarås 1960–2020 | Befolkningsutvecklingen i Älgarås 1960–2020 | Befolkningsutvecklingen i Älgarås 1960–2020 | Befolkningsutvecklingen i Älgarås 1960–2020 | Befolkningsutvecklingen i Älgarås 1960–2020 |
| ------------------------------------------- | ------------------------------------------- | ------------------------------------------- | ------------------------------------------- | ------------------------------------------- |
|                                             |                                             |                                             |                                             |                                             |
| År                                          |                                             |                                             | Folkmängd                                   | Areal (ha)                                  |
| 1960                                        | 1960                                        |                                             | 606                                         |                                             |
| 1965                                        | 1965                                        |                                             | 642                                         |                                             |
| 1970                                        | 1970                                        |                                             | 607                                         |                                             |
| 1975                                        | 1975                                        |                                             | 606                                         |                                             |
| 1980                                        | 1980                                        |                                             | 567                                         |                                             |
| 1990                                        | 1990                                        |                                             | 531                                         | 98                                          |
| 1995                                        | 1995                                        |                                             | 477                                         | 98                                          |
| 2000                                        | 2000                                        |                                             | 457                                         | 98                                          |
| 2005                                        | 2005                                        |                                             | 408                                         | 98                                          |
| 2010                                        | 2010                                        |                                             | 417                                         | 97                                          |
| 2015                                        | 2015                                        |                                             | 373                                         | 93                                          |
| 2018                                        | 2018                                        |                                             | 389                                         | 90                                          |
| 2020                                        | 2020                                        |                                             | 378                                         | 99                                          |
|                                             |                                             |                                             |                                             |                                             |